# Amalie Dövle
Amalie Dövle, född i Oslo 23 maj 1839, död 21 februari 1893, var en norsk skådespelare och operasångare, aktiv 1853–79.  Hon var engagerad vid Kristiania Norske Theater 1854–63 och vid Christiania Theater 1863–79. 
Amalie Dövle var dotter till skomakaren Christopher Olsen Unsrud och Eline Halvorsdatter (Christensen), men uppgav sig heta Jacobsen efter sina fosterföräldrar. Hon gifte sig 6 juli 1855 med skådespelaren Olaf Døvle.
Dövle beskrivs som vacker och med en god sångröst och uppskattades inom subrettroller.  Efter 1863 var hon på grund av sin sångröst även aktiv som sångare inom opera och vaudeville. Hennes glansroll ska ha varit som «Sigrid» i Til Sæters av Claus Pavels Riis, och hennes mest uppmärksammade operaroll Zerlina i Don Juan och Maddalena i Giuseppe Verdis Rigoletto. Bland hennes Ibsen-roller nämns tjenestepike hos Brattsberg i De Unges Forbund (1869) och seterjente i Peer Gynt (1876). 